# Szentléleky Tihamér
Szentléleky Tihamér (Nagyvárad, 1919. augusztus 11. – Budapest, 2007. augusztus 18.) magyar régész, múzeumigazgató.

## Életpályája
1937–41 között a Pázmány Péter Tudományegyetemen jogi tanulmányokat folytatott, majd az Eötvös Loránd Tudományegyetemen 1951-ben ókori és középkori régészetből szerezte meg diplomáját. 
1951-ben a fenékpusztai, 1951–54 között a Szilágyi János által vezetett aquincumi helytartói palota feltárásánál dolgozott. 1953 és 1955 között a kecskeméti múzeumot vezette. 1955-ben a veszprémi Bakonyi Múzeum igazgatója lett. 1955–60 között a balatonörvényesi római kori telep feltárását vezette. 1955–1962 között a savariai Isis szentélyt kutatta és felügyelte annak helyreállítási munkálatai.
1961-től 1972-ig a szombathelyi Savaria Múzeum igazgatója, 1963-tól pedig a Vas megyei múzeumok főigazgatója volt. A modern Savaria-kutatás megalapozója és megindítója. Elindította a Savaria –Vas Megyei Múzeumok Értesítőjét. A megye területén folytatott feltárásait ismertető munkái mellett jelentősek a Szépművészeti Múzeum antik mécseseiről szóló írásai is.
Munkáinak eredményeit az Archaeológiai Értesítőben, az Antik Tanulmányokban, az Acta Antiquában, a Szépművészeti Múzeum Bulletinjében, a Savariában, a Fasti Archaeologiciben, a Schield von Steierben tette közzé. 1961-től 8 éven keresztül a TIT Vas megyei elnöke. 1967-ben egyik kezdeményezője a Savaria Nyári Egyetem megrendezésének, ill. rendszeres előadója is volt. A Pulszky Társaság egyik alapító tagja.

## Díjak, elismerések
Munkásságát Bugát Pál-, Pasteiner- és Kuzsinszky-emlékéremmel, ill. 1979-ben Rómer Flóris-emlékéremmel ismerték el. 1999-ben Köztársasági Elnöki Aranyéremben részesült. A Tihanyi Múzeum kiállításának megrendezéséért a Munka Érdemrend bronz, a Savaria Iseum feltárási és helyreállítási munkálataiért a Munka Érdemrend Ezüst, szombathelyi tevékenységét összegzendő a Munka Érdemrend arany fokozatában, majd életművéért 2004-ben Pulszky Ferenc-díjban és Schönvisner István-emlékéremben részesült.

## Művei
- B. Thomas Edit–Szentléleky Tihamér: Vezető a veszprémi Bakonyi Múzeum régészeti kiállításaiban; Múzeumok Központi Propaganda Irodája, Bp., 1959
- A szombathelyi Isis-szentély; Képzőművészeti Alap, Bp., 1960 (Műemlékeink)
- Károlyi Antal–Szentléleky Tihamér: Szombathely városképei, műemlékei; Műszaki, Bp., 1967
- Ancient lamps; bev. Szilágyi János György, angolra ford. Debreceni Árpád; Hakkert–Akadémiai, Amsterdam–Bp., 1969 (Monumenta antiquitatis extra fines Hungariae reperta quae in Museo Artium Hungarico aliisque museis et collectionibus Hungaricis conservantur)
- Iseum; németre ford. Bíró Mária; Vas Megyei Múzeumok Igazgatósága, Szombathely, 1990 (Vas megyei múzeumok katalógusai)
- Romkert / Ruinengarten; szöveg Buócz Terézia, Szentléleky Tihamér; Vas Megyei Múzeumok Igazgatósága, Szombathely, 1991 (Vas megyei múzeumok katalógusai)